# Rejon krasnokutski
Rejon krasnokutski (ukr. Краснокутський район) – dawny rejon na Ukrainie, znajdujący się w północno-zachodniej części obwodu charkowskiego.
Rejon utworzono w 1923, jego powierzchnia wynosiła 1011 km², ludność w 2004 liczyła 31 354 osoby. Siedzibą władz rejonowych był Krasnokutśk.
W skład rejonu wchodziły 2 osiedla typu miejskiego i 11 rad wiejskich, w których skład wchodzi 48 wsi i 16 przysiółków.
Zlikwidowany 19 lipca 2020 roku w ramach reformy administracyjnej. Jego ziemie weszły w skład nowego rejonu bogoduchowskiego.